# Balacra decora
Balacra decora là một loài bướm đêm thuộc phân họ Arctiinae, họ Erebidae.